# 卡尔·古斯塔夫松
卡尔·古斯塔夫松（瑞典語：Karl Gustafsson，1888年9月16日—1960年2月20日），瑞典男子足球运动员。他曾代表瑞典参加1908年、1912年、1920年和1924年夏季奥林匹克运动会足球比赛，获得一枚铜牌。